# Motoniveladora

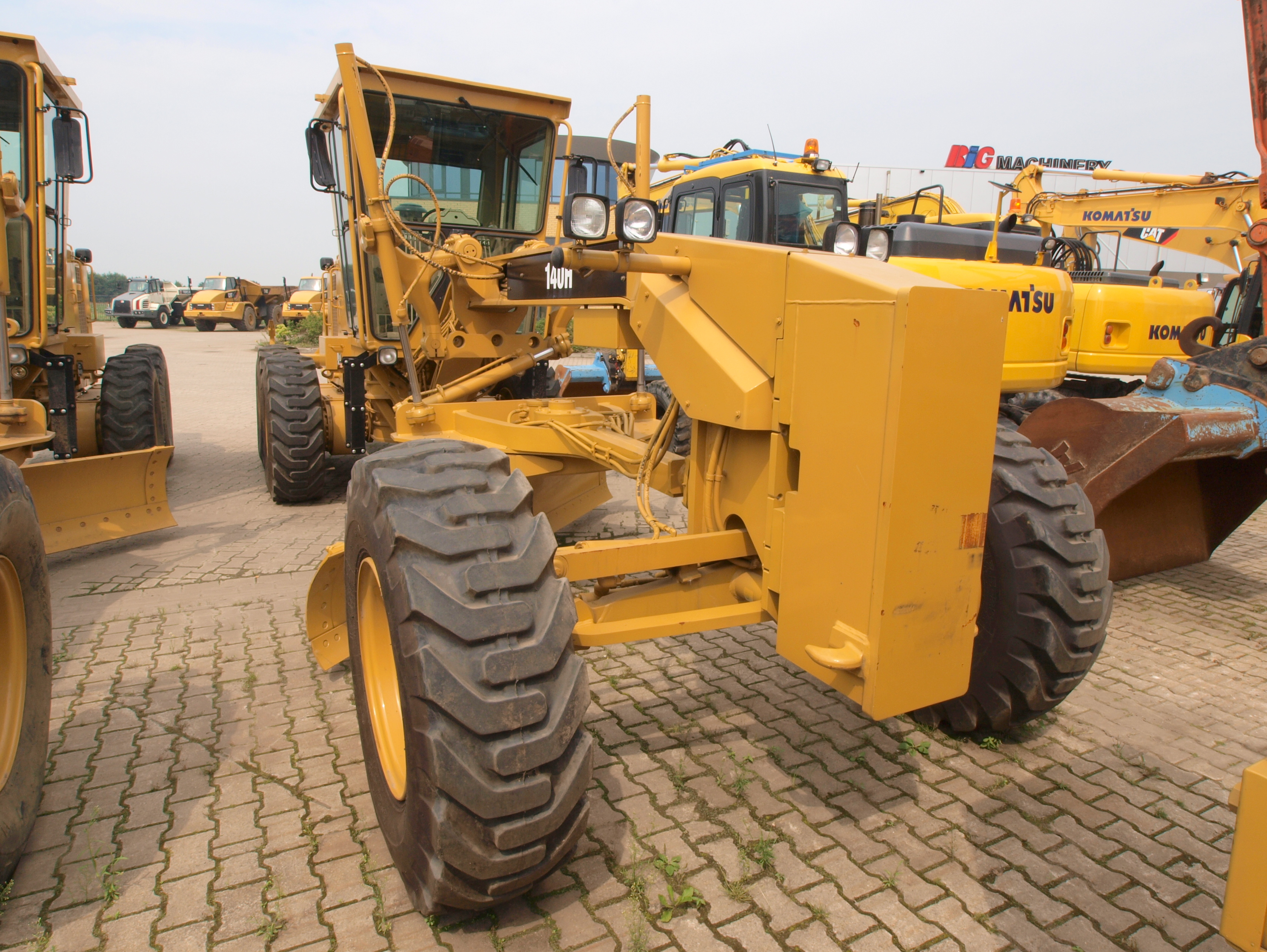
Motoniveladora Caterpillar 120K.

Motoniveladora é uma máquina utilizada em obras de construção civil de ampla escala, em conjunto com outros maquinários, principalmente para o nivelamento de estradas ou patamares e terraplenagem em geral.
Consiste em um veículo, em geral, com seis rodas, das quais quatro se localizam na traseira, pra que possa ter uma maior força sustentando o peso do motor e aumentar o torque para a laminação do solo; e as outras duas na dianteira do veículo, para controle de direção. Sua lâmina se encontra na horizontal e é ajustável (horizontal, vertical e ângulo) através de braços mecânicos e/ou pistões hidráulicos e engrenagens. É utilizada em projetos que demandem velocidade e precisão.

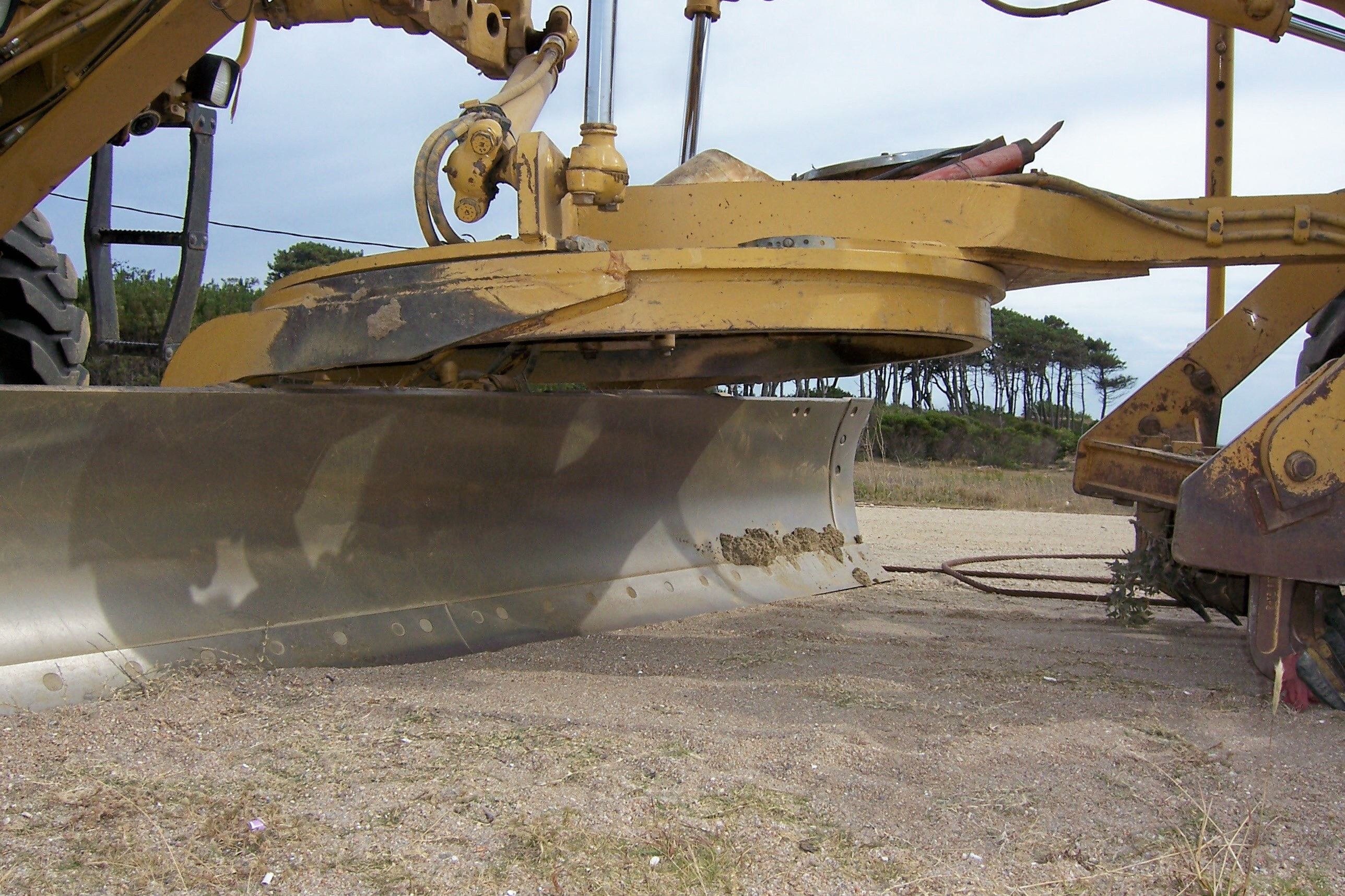
Detalhe da lâmina de nivelamento

## História

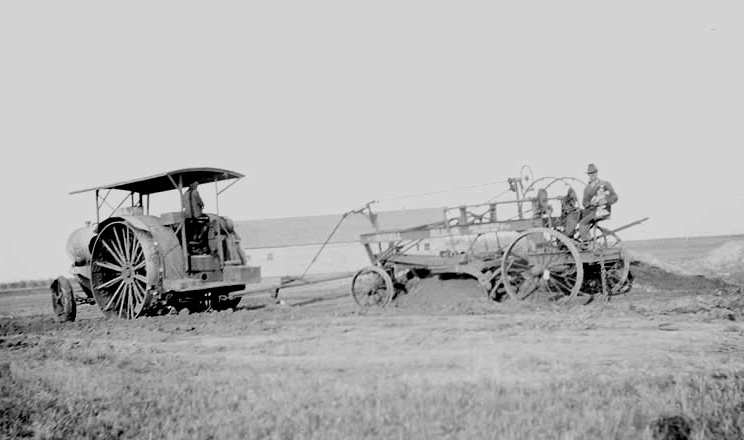
Motoniveladora de 1918.

As motoniveladoras estão entre as máquinas mais antigas em terraplanagem. A primeira série foi construída por Champion em 1876. Durante muito tempo, este foi puxado por cavalos e mais tarde por tratores lagartas (esteiras). Em 1921, a primeira motoniveladora foi desenvolvida pela americana Rippel Corp. A primeira motoniveladora na Europa (1927) veio da empresa norueguesa Drafn (mais tarde Dravn) de Drammen, perto de Oslo.

## Ver também

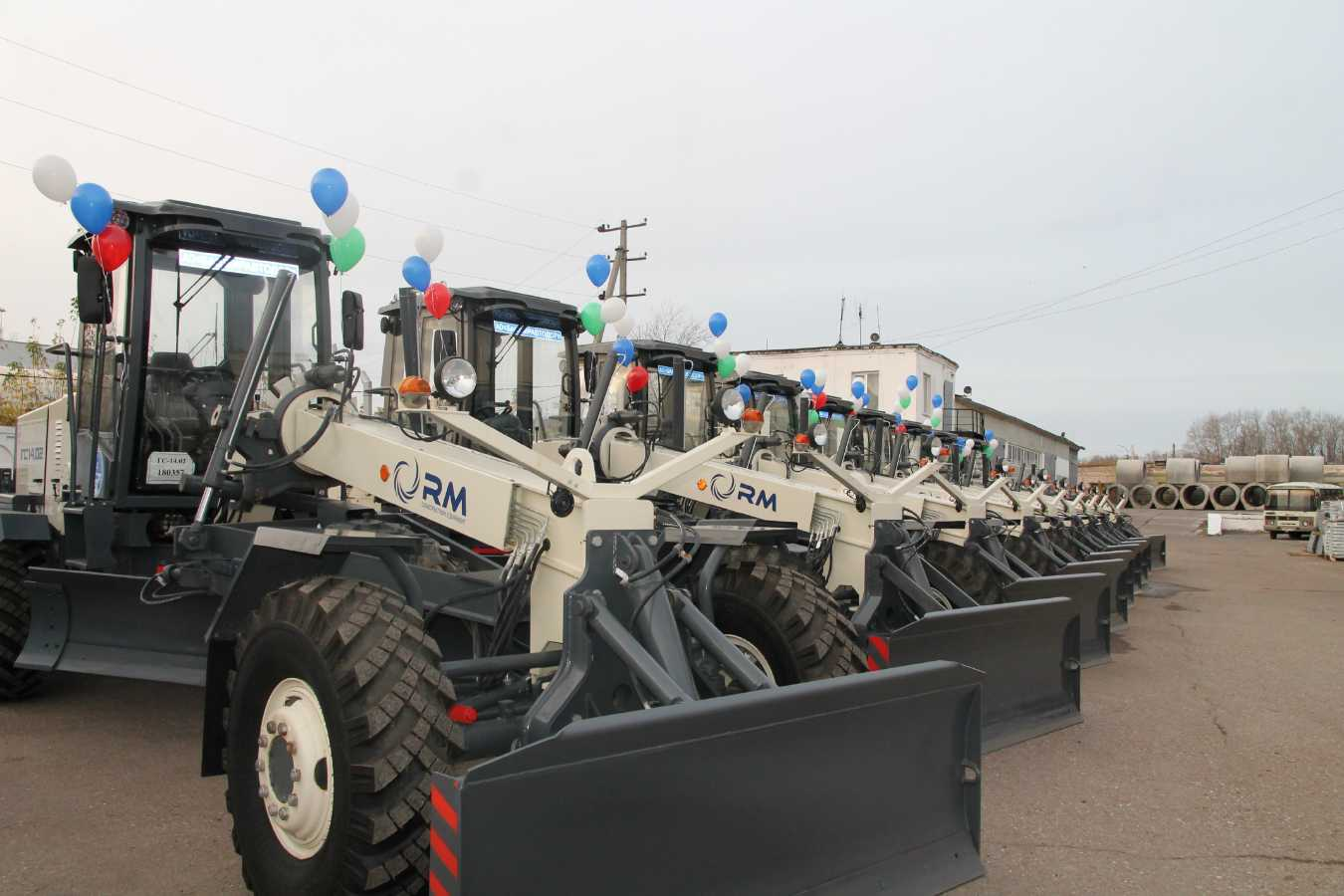
Motoniveladora GS-14.02

## Fabricantes
- Mitsubishi
- Caterpillar
- Deere & Company
- Komatsu
- Case
- Volvo
- New Holland
- Sany
- HBM-Nobas
- HEPCO
- XCMG
- Terex
- Liugong
- Sinomach